# Бленио (округ)
Бленио (итал. Distretto di Blenio) — округ в Швейцарии. Центр округа — город Аккуаросса.
Округ входит в кантон Тичино. Занимает площадь 360,58 км². Население 5658 человек.

## Районы и коммуны
В состав округа входят 3 района (итал. Circolo), каждый из которых состоит из 1 коммуны.
| Герб       | Коммуна    | Оригинальное название | Население (2019) | Площадь (2016) | Район      |
| ---------- | ---------- | --------------------- | ---------------- | -------------- | ---------- |
| Acquarossa | Аккуаросса | Acquarossa            | 1813             | 61,78          | Аккуаросса |
| Серравалле | Серравалле | Serravalle            | 2075             | 96,80          | Мальвалья  |
| Бленио     | Бленио     | Blenio                | 1770             | 202,00         | Оливоне    |
|            | Итого (3)  | Итого (3)             | 5658             | 360,58         | (3)        |

1 апреля 2012 года коммуны Мальвалья, Семионе и Лудиано были объединены в коммуну Серравалле.